# 长隆集团
廣東長隆集團有限公司，是中華人民共和國一家集主题公园、酒店、餐饮及娱乐休闲等為營運一体的公司，於1989年在廣州創立，為中国旅游业中的龙头集团企业，先後獲得頒發“优秀民营企业”、“先进民营企业”及“广东省文明风景旅游区示范点”等等。長隆集團有2位代言人，分別是“愛心大使”胡杏兒及“歡樂大使”李锐。

## 旅游度假区
- 廣州長隆旅遊度假區
  - 長隆歡樂世界
  - 長隆野生動物世界
  - 長隆夜間動物世界已拆除
  - 長隆水上樂園
  - 長隆國際大馬戲
  - 長隆飛鳥樂園
  - 長隆酒店
  - 香江大酒店
  - 廣州長隆熊貓酒店
- 珠海長隆国际海洋度假區
  - 長隆海洋王國
    - 長隆海洋王国室内乐园
    - 横琴海洋王国5D城堡影院

  - 長隆飛船樂園
  - 長隆動物王國
  - 長隆橫琴國際馬戲城
  - 長隆橫琴国际马戏新馆
  - 長隆橫琴灣酒店
  - 長隆企鵝酒店
  - 長隆馬戲酒店
  - 長隆飛船酒店
- 清远长隆国际森林度假区（兴建中）

## 动画业务
2022年7月，长隆集团推出少儿动画作品《卡卡虎大冒险》，共推出4季动画共104集。